# Чеботарьов Володимир Олександрович
Володимир Олександрович Чеботарьов (рос. Влади́мир Алекса́ндрович Чеботарёв; 16 серпня 1921, Карачев, Брянська область — 4 березня 2010, Москва) — радянський кінорежисер і сценарист. Заслужений діяч мистецтв Російської Федерації (1994), заслужений діяч мистецтв Північно-Осетинської АРСР (1959).

## Біографія
Народився в місті Карачеві (нині — Брянської області). В юності готувався до військової служби, багато займався спортом, мріяв стати генералом. Згодом також захопився кіно. У 1941 році закінчив Ростовське військово-артилерійське училище, де пройшов кавалерійську підготовку.
На початку Великої Вітчизняної війни був направлений в місто Гайсин Київського військового округу, в місця формування 189-ї стрілецької дивізії. У званні лейтенанта був призначений командиром артилерійської батареї. Під час одного з боїв отримав осколкове поранення в ногу і потрапив в госпіталь. Через кілька днів госпіталь був захоплений нацистами. Тієї ж ночі разом з двома іншими пораненими Чеботарьов втік.
Пробирався через Україну до лінії фронту. Деякий час жив на хуторі Крамаренки, де його доглядала одна з місцевих родин під виглядом родича. Потім хтось доніс на нього в гестапо, Володимира заарештували і направили в табір для військовополонених, звідки йому також вдалося втекти через півроку. По дорозі він зустрів радянських розвідників, які доставили його в відділ контррозвідки «Смерш». Звідти був направлений на фронт як командир запасного полку. Війну закінчив у Будапешті 1945 року.
В. О. Чеботарьов закінчив режисерський факультет Всесоюзного державного інституту кінематографії (майстерня Михайла Ромма) в 1952 році. Після закінчення ВДІКу працював на Ленінградській кіностудії науково-популярних фільмів і на кіностудії «Ленфільм». З 1963 року — на «Мосфільмі».
У числі найбільш відомих робіт Чеботарьова — радянський фантастичний фільм «Людина-амфібія», знятий в 1961 році спільно з режисером Геннадієм Казанським за мотивами однойменного твору Олександра Бєляєва. Це один з найбільш касових радянських фільмів (11-е місце в загальному рейтингу). Картині був присуджений приз «Срібний парус» на фестивалі фантастичних фільмів у Трієсті (Італія, 1962). За словами Володимира Олександровича, Казанський в зйомках участі практично не брав; його прислали «для дисципліни … ніби стежити за мною» через роман Чеботарьова з моделлю Адою Сергіївною Духавіною (майбутньою дружиною), про який недоброзичливці донесли директору «Ленфільму».
У картині «Людина-амфібія» вперше в історії радянського кінематографа зйомки проводилися на дні Чорного моря. Хоча Чеботарьов вже мав досвід занурення з аквалангом, він разом з кінооператором Едуардом Розовським витратив рік на підготовку, займаючись підводним плаванням під керівництвом чемпіонів країни, і в цілому провів 260 годин під водою. Актори також пройшли підготовку з інструкторами, і в підсумку знімалися без дублерів.
Останні 17 років життя Чеботарьов намагався поставити фільм «Сталін і Тухачевський» — про трагічну долю радянського маршала Михайла Тухачевського. Сценарій був написаний ще в 1993 році на основі архівних документів. Задум залишився нереалізованим через брак коштів.
У 2010 році за кілька днів до смерті Володимира Чеботарьова вийшла в світ його автобіографічна книга «Від „Людини-амфібії“ до „Батальйони просять вогню“».
Режисер жив в Москві, на вулиці Удальцова, д. 16 (кооперативний будинок «Мосфільму»).
Похований на Востряковському кладовищі, поруч з дружиною.